# Siegfried Flesch
Pour les articles homonymes, voir Flesch.
Siegfried Fritz Flesch, né le 11 mars 1872 à Brünn et mort le 11 août 1939, est un escrimeur autrichien ayant pour arme le sabre.

## Carrière
Siegfried Flesch participe à l'épreuve individuelle de sabre des Jeux olympiques d'été de 1900 à Paris ainsi que des Jeux olympiques d'été de 1908 à Londres. À Paris, il remporte une médaille de bronze.